# Carthage (Dakota del Sur)
Carthage es una ciudad ubicada en el condado de Miner en el estado estadounidense de Dakota del Sur. En el Censo de 2010 tenía una población de 144 habitantes y una densidad poblacional de 37,29 personas por km².

## Geografía
Carthage se encuentra ubicada en las coordenadas 44°9′52″N 97°42′54″O / 44.16444, -97.71500. Según la Oficina del Censo de los Estados Unidos, Carthage tiene una superficie total de 3.86 km², de la cual 3.78 km² corresponden a tierra firme y (2.08%) 0.08 km² es agua.

## Demografía
Según el censo de 2010, había 144 personas residiendo en Carthage. La densidad de población era de 37,29 hab./km². De los 144 habitantes, Carthage estaba compuesto por el 96.53% blancos, el 0% eran afroamericanos, el 0% eran amerindios, el 0.69% eran asiáticos, el 0% eran isleños del Pacífico, el 0% eran de otras razas y el 2.78% pertenecían a dos o más razas. Del total de la población el 0% eran hispanos o latinos de cualquier raza.